# Abdi Salaan Mohamed Ali
Abdi Salaan Mohamed Ali (1990 - Mogadíscio, 21 de fevereiro de 2011) foi um futebolista somali que jogava na Seleção sub-20 de seu país.

## Morte
Ele foi vítima de uma atentado terrorista com um carro-bomba na capital da Somália, após participar de um treino. O presidente da FIFA Joseph Blatter enviou uma mensagem de apoio à federação, na qual lamentou a tragédia. No atentado foram feridos outros dois jogadores do time sub-20, Mahmoud Amin Mohamed e Siid Ali Mohamed Xiis. Além de Abdi Salaan, entre sete e dez pessoas também morreram.